# Marnick Vermijl
Marnick Danny Vermijl (født 13. januar 1992) er en belgisk fodboldspiller, der spiller som forsvarsspiller for Scunthope, udlejet fra Preston. Han har en fortid i Manchester United og har også været tilknyttet NEC Nijmegen og Sheffield Wednesday på lejebasis.